# NGC 3594
NGC 3594 é uma galáxia lenticular (SB0) localizada na direcção da constelação de Ursa Major. Possui uma declinação de +55° 42' 17" e uma ascensão recta de 11 horas, 16 minutos e 13,9 segundos.
A galáxia NGC 3594 foi descoberta em 14 de Abril de 1789 por William Herschel.